# Geulhemmerberg
De Geulhemmerberg is een heuvel in het Heuvelland gelegen in Valkenburg aan de Geul in het zuiden van de Nederlandse provincie Limburg. 
De Geulhemmerberg staat bekend om zijn Rotswoningen van Geulhem en de Geulhemmergroeve.

## Wielrennen
De helling verbindt Geulhem met het hoog gelegen Berg via de Geulhemmerweg. De helling loopt parallel met de oostelijker gelegen Brakkenberg.
De helling is meermaals opgenomen in de wielerklassieker Amstel Gold Race. De klim wordt dan eenmaal bedwongen, als 22ste klim na de Cauberg en voor de Bemelerberg. 
In 2024 wordt de helling opgenomen in de Ronde van Frankrijk voor vrouwen.